# Alice in Chains
Gli Alice in Chains sono un gruppo musicale grunge/alternative metal statunitense formatosi a Seattle nel 1987.
Insieme a Nirvana, Pearl Jam e Soundgarden sono una delle band di maggior successo del cosiddetto Seattle Sound sebbene, a differenza di queste formazioni, si ispirassero più all'heavy metal che non al punk rock o al rock psichedelico. Hanno a loro volta avuto un'influenza determinante su band quali Deftones, Godsmack, Staind, Drowning Pool, Queens of the Stone Age, Taproot, Seether e Adema.
Il gruppo ha venduto oltre trentacinque milioni di dischi nel mondo.

## Storia

### Le origini

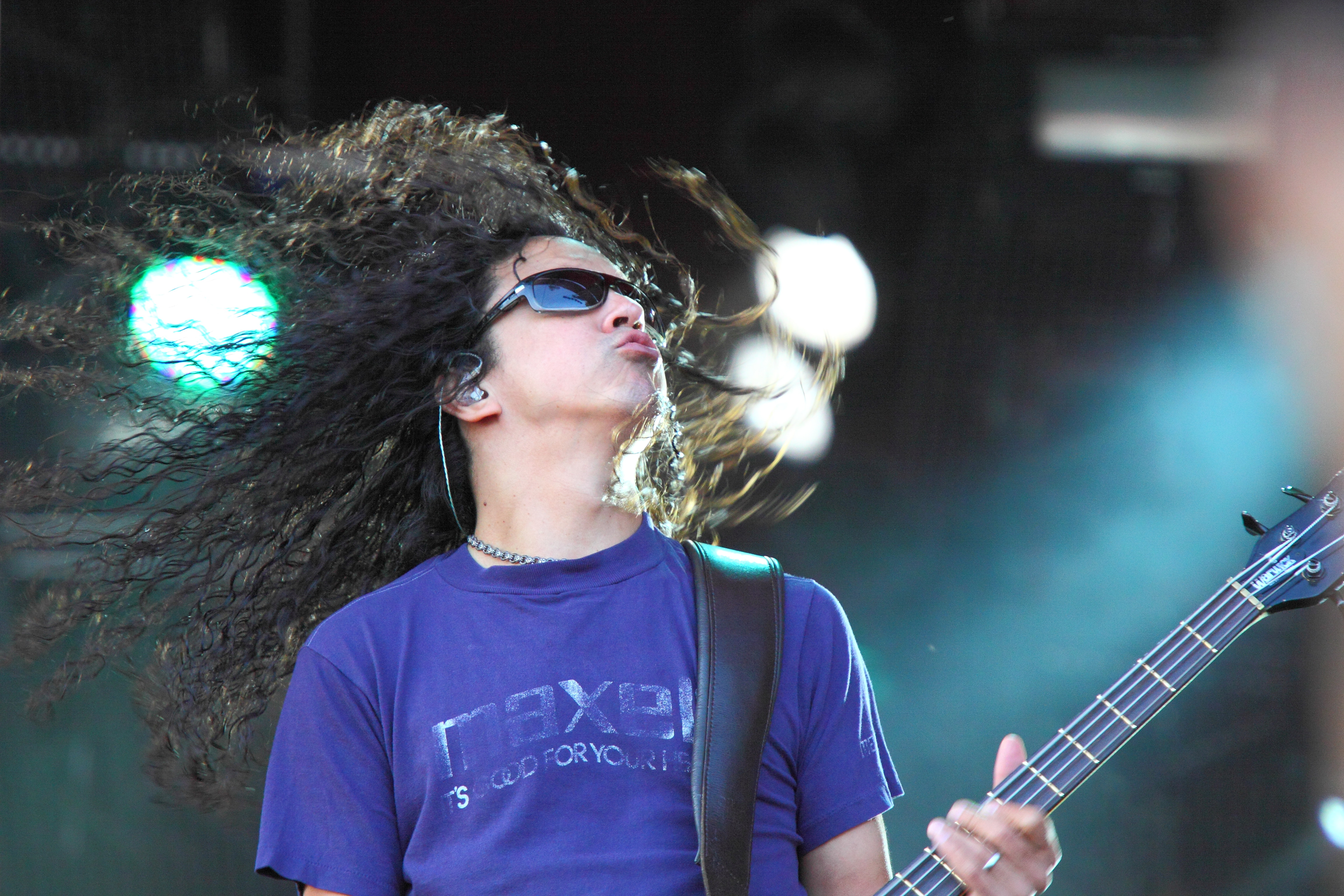
Mike Inez nel 2010

Il cantante Layne Staley, dopo lo scioglimento nel 1986 della sua band chiamata Sleeze, forma gli Alice N' Chains, gruppo heavy metal dall'immagine tipicamente hair metal che suonava pezzi di W.A.S.P. e Armored Saint nei locali di Seattle. Staley la definì, ironicamente, una band di travestiti che suonava speed metal. Durante una serata al "Music Bank Rehearsal Studios" Staley incontrò il chitarrista Jerry Cantrell e gli propose di unirsi ad un gruppo funk da lui appena formato. Il chitarrista avrebbe accettato a patto che Staley, a sua volta, entrasse nel suo gruppo, i "Diamond Lie", nel quale militavano anche il batterista Sean Kinney ed il bassista Mike Starr.
Nel 1987 il gruppo funk di Staley si sciolse, permettendogli così di entrare nella band di Cantrell a tempo pieno. La nuova formazione cominciò ad esibirsi in vari locali, riprendendo prima il nome della precedente band di Staley, Alice N' Chains, e trasformandolo poi nel definitivo Alice in Chains. Il gruppo firmò un contratto con la Columbia Records nel 1989 e nel luglio del 1990 uscì il loro EP We Die Young. Il pezzo che dava il titolo all'EP divenne popolare sulle radio che trasmettevano heavy metal.

### L'esordio e il successo

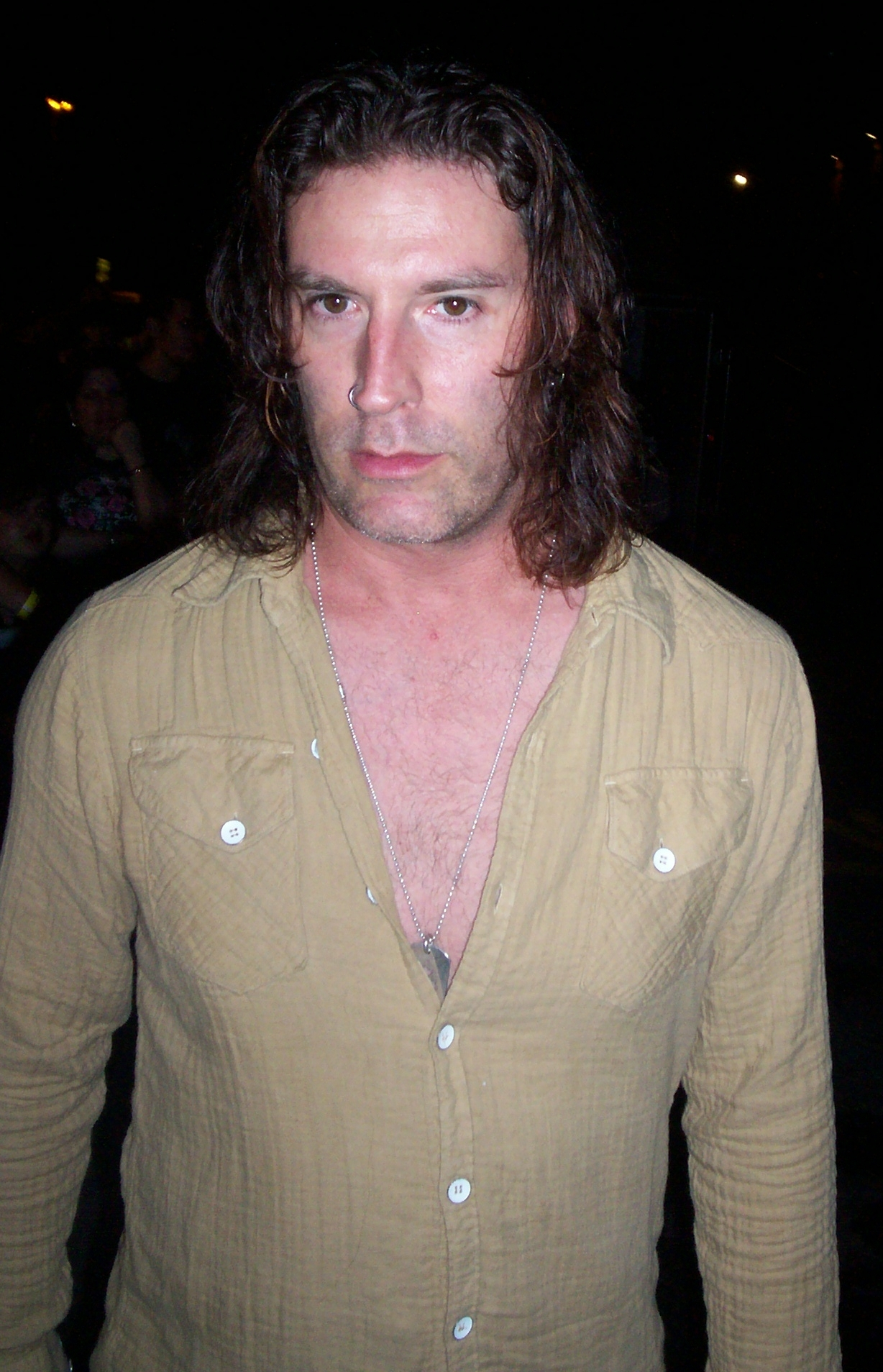
Sean Kinney nel 2006

Sempre nel 1990 venne realizzato il primo LP, Facelift, da cui venne estratto il singolo di successo Man in the Box, il cui video fu trasmesso da MTV. L'album venne supportato da un tour nel corso del quale la band aprì i concerti dei Van Halen e di Iggy Pop. Nel 1991 gli Alice in Chains effettuarono altre apparizioni live in America durante il Clash of the Titans, in compagnia di Slayer, Anthrax e Megadeth.
In seguito gli Alice in Chains pubblicarono l'EP Sap (che vedeva l'unica apparizione di Alice Mudgarden, pseudonimo-sigla dietro cui si celavano come ospiti Mark Arm dei Mudhoney e Chris Cornell dei Soundgarden), raccolta di pezzi acustici, atipici per il sound della band. Il gruppo cominciò a diventare sempre più popolare a partire dal 1992, quando una delle loro nuove canzoni, Would?, entrò a far parte della colonna sonora del film Singles - L'amore è un gioco, del regista Cameron Crowe, che racconta le vite di alcuni single di Seattle. Questo contribuì a creare aspettative per il successivo LP del gruppo.

### DirteJar of Flies

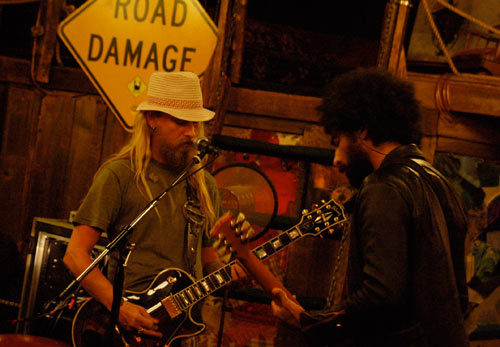
Jerry Cantrell e William DuVall in una studio session nel 2008

Pubblicato nel settembre del 1992, Dirt, il secondo album del gruppo rappresenta un'evoluzione del caratteristico suono della band: più pesante, distorto e "rallentato". Fu un successo sia per quanto riguarda la critica sia dal punto di vista commerciale. Tuttavia i testi dell'album, così oscuri e dominati dai temi della solitudine e della dipendenza, diedero adito a voci secondo cui Layne Staley fosse seriamente dipendente dall'eroina. Gran parte di queste voci successivamente risultarono vere. Stessa cosa vale per il bassista Mike Starr, che lasciò la band proprio a causa della tossicodipendenza e venne sostituito da Mike Inez. Nel maggio del 2009 Mike Starr è stato visto a New York suonare con entusiasmo in una cover band degli stessi Alice in Chains. Morirà in un residence di Salt Lake City l'8 marzo 2011.
Dopo l'esibizione al Lollapalooza nel 1993, la scena della musica alternativa era pronta a ricevere dal quartetto di Seattle un altro album arrabbiato e potente. Ma con Jar of Flies, uscito nel gennaio del 1994, la band sorprese il pubblico presentando un suono semi-acustico e meno opprimente, ricollegandosi al precedente EP, Sap. Realizzato come un EP ma considerato dai fan alla stregua di un album (anche per la durata e il numero delle canzoni), Jar of Flies esordì al numero 1 delle classifiche, cosa mai successa prima ad un EP. Sebbene fosse stato scritto e registrato in un'unica settimana, i critici lo acclamarono come un capolavoro.

### Alice In Chainse l'inizio del declino

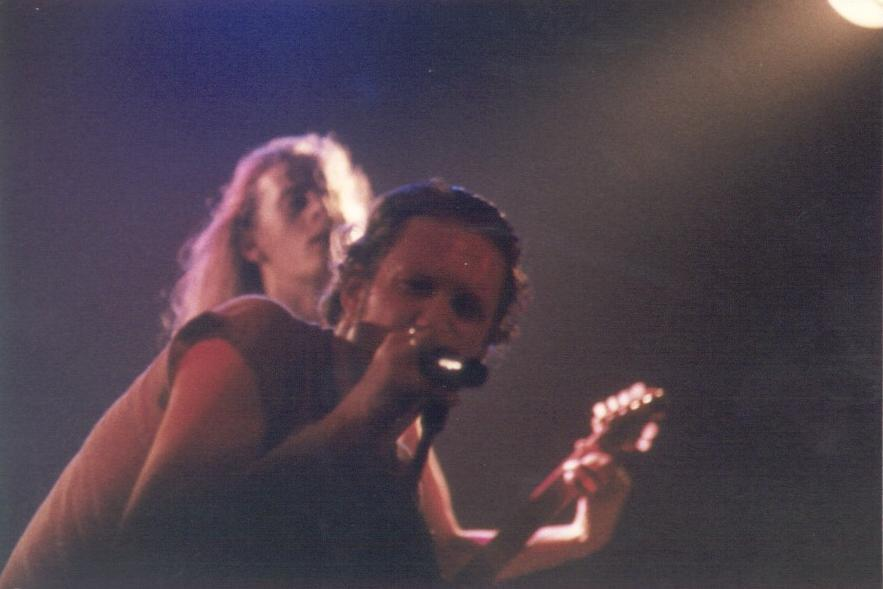
Layne Staley e Jerry Cantrell in un concerto di Boston nel 1992

La band non andò in tour e questo portò a nuove voci sulla dipendenza dall'eroina di Staley. Tuttavia, Staley si esibì qualche volta con i Mad Season, un "supergruppo grunge" da lui formato nel 1995, che includeva il chitarrista dei Pearl Jam Mike McCready, ed il batterista degli Screaming Trees Barrett Martin. Successivamente cambiarono il loro nome in Mad Season e realizzarono il loro unico album, Above.
Nel novembre del 1995 gli Alice in Chains realizzarono un album omonimo, Alice in Chains, "ribattezzato" dai fan come: Tripod, per via dell'immagine del triste cane a tre zampe di Cantrell sulla copertina. L'album prosegue il percorso di evoluzione nel sound bilanciando le componenti melodiche con la sperimentazione, come in Sludge Factory (qualcuno considera il suono dell'album come un ibrido tra quello "heavy" di Dirt e quello acustico di Jar of Flies). Il disco debuttò al numero 1 delle classifiche.
Ancora una volta il gruppo non sostenne l'album con un vero e proprio tour, ma con soli 7 concerti, in 4 dei quali fecero da spalla ai KISS. In definitiva questo sarebbe stato l'ultimo album ufficiale prodotto dagli Alice in Chains, sebbene abbiano scritto qualche altro pezzo, come Get Born Again e Died, che può essere trovato nella raccolta Music Bank.

### La morte di Staley
Il gruppo fece un'ultima comparsa pubblica, la prima in tre anni, con l'MTV Unplugged del 1996. Staley era visibilmente in cattive condizioni di salute, ma si sforzò molto per rielaborare i pezzi più duri della band in funzione della natura acustica dell'esibizione.
Staley successivamente sprofondò sempre più nella depressione, dalla quale non si sarebbe mai ripreso, quando nel 1996 la sua ragazza morì in seguito a un'endocardite batterica causata dall'uso di droga. Divenne estremamente solitario e raramente lasciava la sua casa di Seattle. La band non si sciolse mai ufficialmente ma, nonostante i tentativi di Jerry Cantrell di mantenersi in contatto con lui e tenere il gruppo unito, apparve chiaro che Staley non sarebbe mai più ritornato. Cantrell cominciò una carriera da solista pubblicando un proprio album, Boggy Depot, nel 1998.
Staley fu visto in pubblico per l'ultima volta il 31 dicembre 1998, a un concerto di Cantrell. Cantrell gli propose di salire sul palco per poter cantare insieme, ma lui si rifiutò.
L'ultima possibilità di vedere una riunione degli Alice in Chains si spense il 5 aprile 2002, quando Layne Staley morì nella sua casa in seguito a un'overdose di eroina e cocaina, esattamente 8 anni dopo la morte di un'altra icona dell'era grunge, Kurt Cobain dei Nirvana. Dopo il decesso del cantante, i tre rimanenti membri intrapresero percorsi musicali differenti. Jerry Cantrell pubblicò Degradation Trip, sempre nel 2002, un album molto più maturo del precedente e che Cantrell dedicò totalmente al suo compagno deceduto. Inez e Kinney entrarono a far parte di un altro gruppo di stampo grunge, gli Spys4Darwin.

### Il ritorno

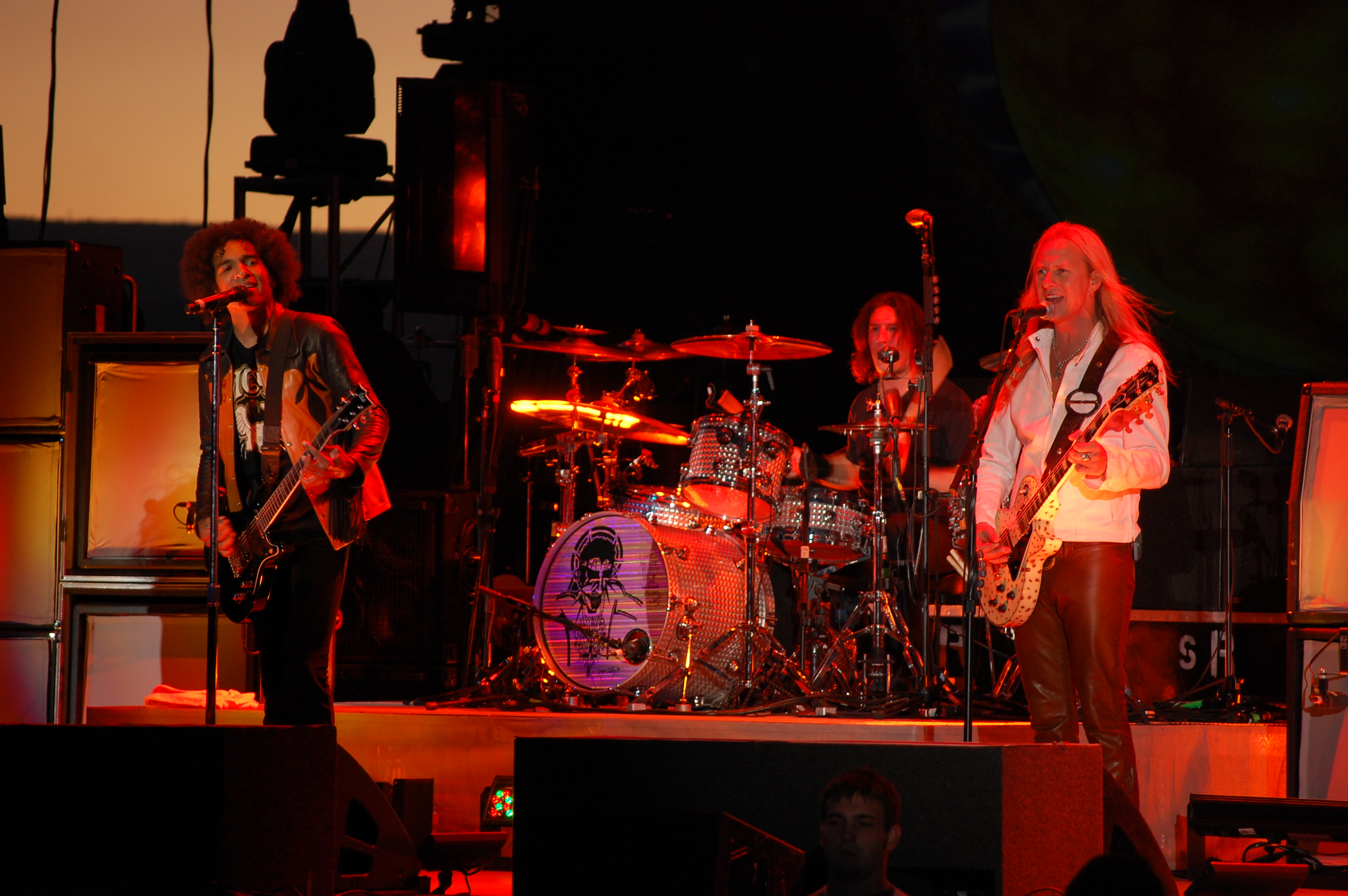
Gli Alice in Chains in concerto nel 2007

Nel febbraio 2005 Jerry Cantrell, Mike Inez e Sean Kinney hanno organizzato un inaspettato concerto con lo scopo di raccogliere fondi per le vittime dello Tsunami che ha colpito il sud-est asiatico il 26 dicembre 2004. Per l'occasione si alternarono alla voce i cantanti dei Tool, dei Puddle of Mudd e dei Damageplan.
A distanza di un anno il gruppo si preparò a esibirsi di nuovo negli Stati Uniti per un concerto tributo alle Heart, duo femminile che aveva collaborato con la band negli anni novanta. Per questa speciale esibizione gli Alice in Chains chiamarono alla voce William DuVall, cantante dei Comes with the Fall, che fece anche da secondo chitarrista.
Nonostante la sua presenza, il gruppo chiese la collaborazione a membri di gruppi metal di livello mondiale. Al Rock am Ring del 2006 James Hetfield prestò la sua voce per Would?, mentre in un'altra occasione fu Phil Anselmo ad interpretare il pezzo.
Il mixaggio del nuovo album venne terminato nell'aprile del 2009 per essere pubblicato il 29 settembre dello stesso anno sotto il titolo di Black Gives Way to Blue con la Virgin/EMI. La mattina del 30 giugno 2009 gli Alice in Chains resero disponibile su iTunes e Amazon il loro singolo A Looking in View. La nuova traccia, lunga poco più di sette minuti, mantiene lo schema classico delle composizioni degli Alice in Chains, con in più il tocco di originalità apportato dal timbro vocale di DuVall. Il 17 agosto venne pubblicata Check My Brain, già eseguita alcune volte dalla band nelle prestazioni live dei giorni precedenti.
Il 29 settembre uscì l'album Black Gives Way to Blue, che ricevette ottime critiche. Il 5 ottobre il disco fece il suo esordio nella classifica Billboard 200 al 5º posto: la band non entrava in top ten dal 1996.

### The Devil Put Dinosaurs Here

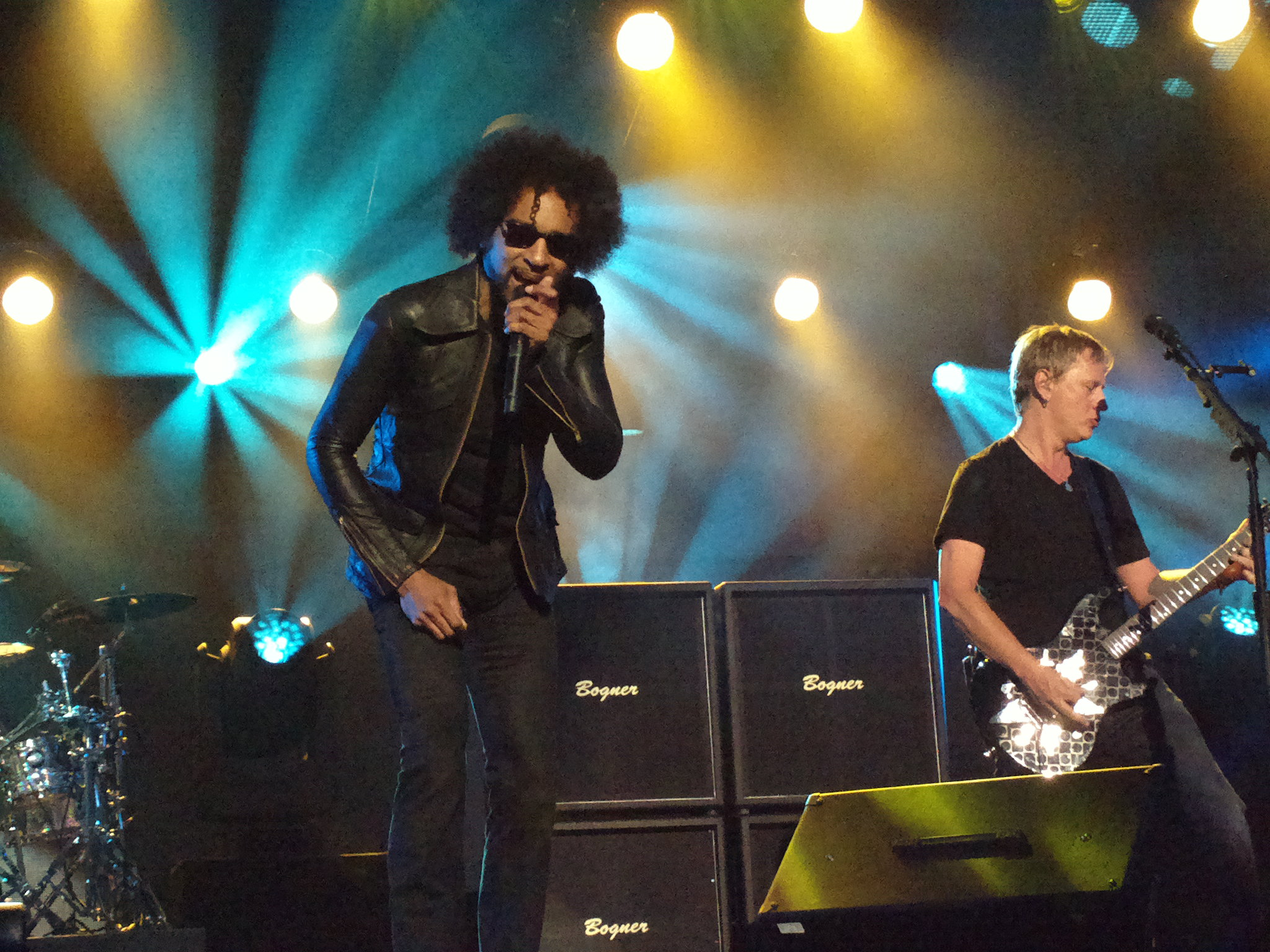
William Duvall e Jerry Cantrell nel 2013

L'8 gennaio 2013 è uscito il nuovo singolo Hollow, il primo dell'album The Devil Put Dinosaurs Here uscito il 28 maggio 2013. Il secondo singolo è Stone, mentre come terzo è stato estratto Voices. L'album contiene 12 tracce e viene pubblicato nella versione CD con case rosso. La copertina del book interno contiene l'immagine di due crani di triceratopo speculari. Posizionando il book all'interno del case rosso se ne percepisce uno soltanto, se osservato privo di case i due crani speculari (e monocromatici uno verde e uno rosso) disegnano la sagoma di una terza figura.
Il 16 dicembre 2016 viene pubblicato "2112 (40th Anniversary)" riedizione per i 40 anni dell'album 2112 del gruppo rock canadese Rush. Gli Alice in Chains collaborano ad una nuova versione della traccia "Tears" presente nel secondo cd dell'album.
In occasione del Record Store day il 25 novembre 2016, è stata pubblicata una versione in vinile in edizione limitata numerata (3500 copie) del concerto registrato al "Moore Theatre" di Seattle il 22 dicembre 1990. Alla tracklist originale del video è stata aggiunta la traccia live "It ain't like that" come brano di apertura, ed eliminate le ultime tre tracce che contengono i videoclip.

### Rainier Fog(2017-presente)

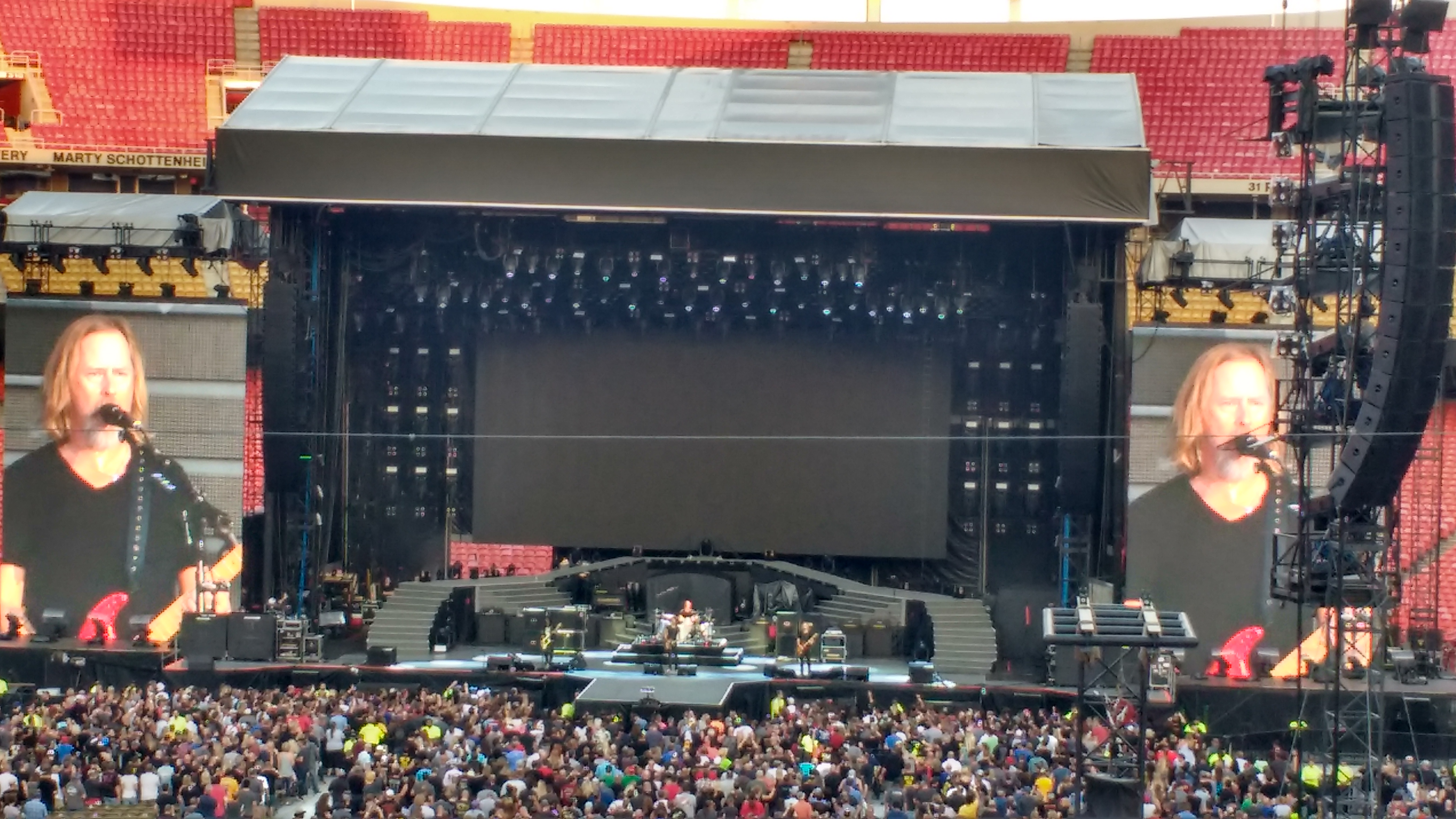
Gli Alice in Chains in apertura ai Guns N' Roses all'Arrowhead Stadium, nel 2016

La band ha iniziato a registrare il sesto album in studio il 12 giugno 2017. L'11 gennaio 2018, il produttore Nick Raskulinecz ha annunciato via Instagram che l'album era quasi finito e che era rimasto solo un altro giorno di registrazione. Durante un'intervista con Guitar World pubblicata l'11 aprile 2018, Jerry Cantrell ha dichiarato che l'album è stato registrato in quattro studi. Dopo aver registrato allo Studio X di Seattle, la band è andata a Nashville per registrare le voci e le chitarre nello studio di Nick Raskulinecz. Ma Cantrell dovette prendersi una pausa inaspettata dal lavoro per un paio di settimane dopo essersi ammalato durante un viaggio a Cabo per il compleanno di Sammy Hagar. Cantrell, con l'ingegnere della band, Paul Figueroa, ha registrato molte delle sue parti vocali e assoli a casa sua. La band ha terminato la registrazione dell'album presso gli Henson Recording Studios di Los Angeles. Cantrell ha anche detto che si aspetta che l'album venga pubblicato "probabilmente entro quest'estate".
Nella sala stampa della "Rock and Roll Hall of Fame induction Ceremony", il 14 aprile 2018, Cantrell ha rivelato che gli Alice in Chains avevano appena firmato con la BMG e che avevano finito di mixare il loro nuovo album.
Gli Alice in Chains si sono esibiti dal vivo come headliner in diversi festival come Rock on the Range festival a Columbus, Ohio, il 18 maggio 2018, hanno reso omaggio a Chris Cornell nel primo anniversario della sua morte, eseguendo due canzoni dei Soundgarden per chiudere il loro set, "Hunted Down" e "Boot Camp". Alla fine dello spettacolo, le luci sul palco hanno messo in risalto le sigle "CC" per Chris Cornell e "SG" per Soundgarden. Gli Alice in Chains inoltre parteciperanno al Tons Of Rock Festival in Norvegia nel giugno 2018, insieme a Ozzy Osbourne, Helloween e altri.
Il 4 maggio 2018 viene pubblicato il singolo The One You Know, accompagnato da un video.
Il 27 giugno il gruppo annuncia il titolo dell'album, Rainier Fog, successivamente pubblicato il 24 agosto; nello stesso giorno viene pubblicato il singolo So Far Under.

## Riconoscimenti
Con più di 35 milioni di dischi venduti in tutto il mondo, di cui 14 solo negli Stati Uniti, e ben 21 brani da Top 40, gli Alice in Chains sono una delle band di maggior successo della scena grunge degli anni novanta, sebbene il leader Jerry Cantrell non abbia mai accettato davvero l'etichetta di "grunge". La band ha ricevuto inoltre ben 6 nomination ai Grammy Award e un premio all'MTV Video Music Awards del 1993 per la migliore canzone tratta da un film, grazie al singolo "Would", estratto dalla colonna sonora della pellicola "Singles" di Cameron Crowe. La band è stata inoltre classificata al 34º posto nella classifica "VH1's 100 Greatest Artists of Hard Rock" stilata da VH1, è stata nominata anche come la 15ª miglior band live di sempre dalla rivista Hit Parader, con Layne Staley classificato come il 27º miglior cantante heavy metal di tutti i tempi. Inoltre, la loro hit "Them Bones" occupa la 39ª posizione tra i 50 brani metal migliori di sempre, secondo la "Gibson". Gli Alice in Chains hanno avuto inoltre anche una grandissima influenza su moltissime band odierne di successo, come i Godsmack, questi ultimi infatti traggono il loro nome proprio da un brano della band di Seattle. Il loro cantante Sully Erna, inoltre, cita Layne Staley come influenza fondamentale e primaria nel suo cantato. Anche altre band come Taproot, Puddle of Mudd, Kyuss, Dust for Life, Shinedown, Saliva, Nickelback, Our Lady Peace, Dropbox, Seether, Fuel, Theory of a Deadman, U.P.O., Second Coming, Alter Bridge, Days of the New, Creed, Staind, He Is Legend, Isle of Q, Drain STH, Monster Magnet, Cold, e Tantric li citano come grande influenza.
I Metallica, inoltre, hanno dichiarato di aver sempre voluto andare in tour con la band, citando Layne Staley come una grande influenza per la realizzazione dell'album St. Anger e del più recente Death Magnetic, tanto da aver portato avanti le registrazioni dell'album con una foto di Staley accanto, portata in studio da Kirk Hammett.
Il rapporto tra Hetfield e Staley, tuttavia, è stato sempre abbastanza freddo, soprattutto in seguito a un episodio avvenuto nel 1994, quando gli Alice in Chains furono costretti ad abbandonare alcune date al fianco dei Metallica a causa della dipendenza di Staley e vennero sostituiti dai Candlebox: in quell'occasione Hetfield prese in giro Layne davanti al pubblico mimando con il braccio il gesto dell'iniezione dell'eroina sopra le note di Man in the Box, mentre ironicamente poi avrebbe affrontato con l'alcol lo stesso tipo di dramma per decenni. Le due band sono tuttavia rimaste sempre amiche.

## Formazione
Attuale
- Jerry Cantrell – chitarra solista, voce (1987-presente)
- Sean Kinney – batteria (1987-presente)
- Mike Inez – basso (1993-presente)
- William DuVall – voce, chitarra ritmica (2006-presente)

Ex componenti
- Mike Starr – basso, cori (1987-1993)
- Layne Staley – voce, chitarra ritmica (1987-2002)

## Discografia

### Album in studio
- 1990 – Facelift
- 1992 – Dirt
- 1995 – Alice in Chains
- 2009 – Black Gives Way to Blue
- 2013 – The Devil Put Dinosaurs Here
- 2018 – Rainier Fog

### Extended play
- 1992 – Sap
- 1994 – Jar of Flies